# Semmerinský úpatní tunel
Semmerinský úpatní tunel je 27,3 km dlouhý úpatní železniční tunel, který je ve výstavbě od roku 2012. Bude spojovat Gloggnitz v Dolním Rakousku a Mürzzuschlag ve Štýrsku, bude podcházet východní Alpy poblíž průsmyku Semmering. Budovaný úpatní tunel je součástí tzv. Baltsko-jaderské osy. Díky tunelu dojde ke zkrácení doby jízdy mezi Vídní a Štýrským Hradcem o 45 minut  a nahradí původní, 42 km dlouhou, Horskou dráhu Semmering. Dokončení ražby tunelu je naplánováno na rok 2025 a uvedení do provozu na rok 2030.

## Východisková situace
Původní trať přes Semmering jako část Jižní dráhy, jedné z nejvytíženějších železničních tratí v Rakousku, způsobuje značná provozní omezení:
- Dlouhá doba jízdy (cca hodina z Wiener Neustadt do Mürzzuschlagu) již není konkurenceschopná autům, zejména v osobní dopravě.
- Vzhledem k omezenému průjezdnému profilu v tunelech není možná kombinovaná nákladní doprava (RoLa) a použití dvoupatrových vozů v osobní dopravě.
- Vzhledem k tomu, že těžké nákladní vlaky musí být kvůli strmému stoupání vedeny více hnacími jednotkami nebo rozloženy na více částí, vznikají provozní komplikace a dodatečné náklady.
- Poloměry oblouků jsou malé, a proto umožňují pouze nízké pojezdové rychlosti a krátké vozy, jakož i podvozky s malou roztečí náprav, což omezuje kapacitu trasy.
- Četné inženýrské stavby způsobují vysoké náklady na údržbu.
- Úzké poloměry oblouků vedou k silnému opotřebení kolejnic, což také prodražuje údržbu.
- Mimo jiné v důsledku vstupu Slovinska do EU v roce 2004 se zvyšuje poptávka po dopravních službách na evropské ose sever-jih.

V současné době je na trasách Vídeň-Graz a Vídeň-Klagenfurt nejrychlejší spoj Railjet s časem 2 hodiny 35 minut resp. 3 hodiny 55 minut. Nově budovaná Koralmská dráha zkrátí cestu Graz-Klagenfurt přibližně na 45 minut, takže od konce roku 2025 bude cesta Vídeň-Klagenfurt trvat přibližně 3 hodiny a 20 minut. Semmerinský úpatní tunel by měl ušetřit dalších 45 minut, což umožní cesty z Vídně do Grazu a Klagenfurtu za 1 hodinu 50 minut resp. 2 hodiny 40 minut.

## Konstrukce
Tunel budou tvořit dvě roury, které budou ležet od sebe ve vzdálenosti od 40 do 70 m a budou navzájem spojeny křížovými průchody (v průměrné vzdálenosti 500 metrů). Tunel má průměrný sklon 8,4 ‰. Je konstruován na rychlost 230 km/h.